# Внутрішня погранична мембрана
Внутрішня погранична мембрана (англ. membrana limitans interna, ERM / ILM epiretinal / internal limiting membrane) — один з десяти шарів сітківки хребетних. Утворена базальною і плазматичною мембраною клітин Мюллера, можливо, і інших гліальних клітин. Тут містяться також колагенові волокна і протеоглікани.
Під світловим мікроскопом шар має однорідний вигляд і розмежовує сітківку й скловидне тіло. Зовнішня погранична мембрана покриває всю сітківку і в передній частині ока переходить в зонулярні волокна.
Раніше гістологи вважали, що пензликоподібні ніжки мюллерівських клітин щільно закріплені в пограничній мембрані. Однак під електронним мікроскопом змогли встановити, що внутрішня погранична мембрана є базальною мембраною і розмежована з ніжками мюллеровських клітин. Клінічно вдалося встановити, що сильне зчеплення мембрани з сітківкою обумовлене проміжним шаром наповненим склеюючою речовиною. Ця речовина з'єднує гліальні відростки мюллерівських клітин з пограничною мембраною.
Товщина шару становить 2-3 мкм.